# Cornsweets illusion

Cornsweets illusion. Vänster sida av bilden ser ut att vara mörkare än den högra, fast de i själva verket har samma färgnyans.

Samma bild som ovan, men remsan i mitten är nu gömd. Vänster och höger sida ser nu att ha samma färg.

Cornsweets illusion, eller Craik-O'Brien-Cornsweets illusion, är en optisk illusion som har blivit namnad efter Tom Cornsweet på senare delen av 1960-talet, men tidigare observationer hade också gjorts av Craik och O'Brien i ett liknande sammanhang.
I bilden till höger ser det ut som om bildhalvan till höger är något ljusare än den vänstra, när de i realiteten har precis samma färgton vilket kan ses om remsan i mitten täcks över.
Illusionen baseras på samma kända fenomen som sker exempelvis i Machs band, men skiljer sig på två viktiga punkter.
- I Machs band ses bara effekten på områden som är nära kontrastytorna. I Cornsweets illusion påverkar en central placerad "skiljelinje" perceptionen totalt på båda omgivande sidor.
- I Cornsweets illusion upplevs bilddelen närmast den ljusa delen av skiljekanten som ljusare och bilddelen som gränsar emot den mörka sidan av linjen ser mörkare ut, vilket är i motsats till vanliga kontrasteffekter.

En utförlig och slående demonstration av effekten, kan ses i artikeln av Purves, Lotto, och Nundy, där presentationen sker med quasi-realistiska bilder av solida upplysta objekt. Dessa författare ger en teleologisk förklaring på denna och liknande illusioner, i vilken vår visuella perception och vårt medvetande närmast reflexmässigt uppfattar en bild med hjälp av en individuell minnesbank skapad av tidigare erfarenheter.